# Iulia Cibișescu-Duran
Iulia Narcisa Cibișescu-Duran (* 2. Mai 1966 in Deva) ist eine rumänische Komponistin.
Cibișescu-Duran studierte von 1972 bis 1984 am Musiklyzeum in Cluj-Napoca Klavier bei Zoița Sfârlea, danach bis 1990 an der Musikakademie in Cluj-Napoca Komposition bei Cornel Țăranu. Bis 1996 studierte sie hier Orchesterleitung bei Petre Sbârcea und Emil Simon. Außerdem besuchte sie Workshops und Meisterklassen in Frankreich (bei Philippe Manoury, Michèle Reverdy und Alessandro Solbiatti) und Deutschland (bei Wilfried Hiller, Mathias Spahlinger, Gerhard Stäbler, Friedrich Goldmann und Paul-Heinz Dittrich).
Von 1990 bis 1995 unterrichtete sie Harmonielehre, Kontrapunkt, Musiktheorie und -geschichte am Musiklyzeum von Cluj-Napoca. Danach war sie Assistentin, seit 1998 Professorin an der Musikakademie. Zwischen 1990 und 1996 arbeitete sie außerdem als Musikkritikerin für mehrere Zeitungen der Stadt. 1992 gründete sie das Ensemble für zeitgenössische Musik Art Contrast, das sie bis 1997 leitete. Als Dirigentin arbeitete sie u. a. mit den Philharmonieorchestern von Ploiești, Sibiu, Craiova, Târgu Mureș, Brașov und Botoșani.
Für ihre Kompositionen erhielt Cibișescu-Duran zahlreiche Preise, so mehrfach beim Gheorghe-Dima-Wettbewerb von Cluj-Napoca und beim Lucia-Blaga-Wettbewerb von Sebeș, 1995 den Jean-und-Constantin-Bobescu-Preis für junge Dirigenten und 1996 den Preis des rumänischen Fernsehens beim nationalen Kompositionswettbewerb in Iași.
Cibișescu-Duran veröffentlichte auch zwei Gedichtbände: Ascunzișuri de măști (1995) und Taina egipteană (1997). 2002 erschien ihr musikwissenschaftliches Werk Structuri polimorfe în postmodernismul muzical românesc.

## Werke
- 2 Lieder für Sopran und Klavier (nach Gedichten von Marin Sorescu), 1986
- Zwei Chöre nach Volksgedichten, 1986
- Klaviersonate, 1987
- Passacaglia für Klavier, 1987
- Bläsertrio, 1988
- Humanitas für gemischten Chor (nach Gedichten von Otilia Cazimir), 1988
- Sonata für Stimme und Kontrabass (nach Gedichten von Marin Sorescu), 1989
- Erste Kantate für Mezzosopran, Bariton und Kammerorchester (nach Gedichten von Dimitrie Păcuraru), 1989
- Zweite Kantate für Mezzosopran und fünf Instrumente (nach Gedichten von Ana Blandiana), 1989
- Erste Sinfonie, 1990
- Streichquartett Nr. 1, 1990
- Sonate für Flöte und Klavier, 1991
- Poemés pathétiques für gemischten Chor (nach Gedichten von Guillaume Apollinaire und Charles Baudelaire), 1991
- Evoluții für Sinfonieorchester, 1992
- Poems für Streichquartett, 1993
- Melancolia Egeei für Sopran, Mezzosopran und Klavier (nach zeitgenössischer griechischer Lyrik), 1993
- 1. Sonate für Viola und Klavier, 1994
- Dritte Kantate - "I have a dream" für Sopran, Mezzosopran, Alt und sechs Instrumente (nach Gedichten von Horia Badescu), 1995
- Fantasie und Toccata für Flöte solo, 1995
- Aria Josef – Das weisse Zimmer – Grossvater Josef – Lied beim Wäschewaschen (Opernszenen nach einem Libretto von Jörn Hinkel für die Oper Jüdisches Glück, eine Gemeinschaftskomposition mit Minas Borboudakis, Wilfried Hiller, Jens Joneleit, Eriona Rushiti, Aidos Sagatov und Antje Uhle), 1995
- Drei Lieder für Sopran und Kammerorchester (nach Gedichten von Lucian Blaga), 1996
- Sonate für Klarinette solo, 1996
- Cântec și dans für Klarinette und drei Schlagzeuger, 1996
- Esthers Gesang (Szene für die Oper Lilith, eine Gemeinschaftskomposition mit Minas Borboudakis, Wilfried Hiller, Jörn Hinkel, Jens Joneleit und Antje Uhle), 1996
- Suita für Sinfonieorchester, 1997
- Duo für Viola und Cello, 1997
- Vierte Kantate - "De Sancta Maria" für Mezzosopran und fünf Instrumente, 1997
- Memento für zwei Celli, 1997
- Sentimentul eonic, Lieder für Sopran und Viola (nach Gedichten von Dan Damaschin), 1997
- Drei Lieder für Sopran und Klavier (Marin Sorescu, Flavia Teoc, Volksgedicht), 1997
- 2. Sonate für Viola und Klavier ("Fantasia quasi una sonata"), 1998
- Drei Lieder für Tenor, Viola und Klavier (nach Gedichten von Lucian Blaga), 1998
- Suita "Seven lyrics by Bacovia" für Solovioline, 1998
- Vier Stücke für Klarinette und Violine, 1998
- Concert für Viola und Streichorchester, 1998
- Streichquartett Nr. 2, 1999
- Reflectii für Cello und Klavier, 2000
- 3. Sonate für Viola und Klavier, 2000
- Crochiuri für Posaune und Schlagzeug, 2001
- Streichquartett Nr. 3, 2001
- Trio für zwei Violen und Schlagzeug, 2003
- Sonata I für Violine und Klavier, 2003
- Streichquartett Nr. 4, 2003
- Streichquartett Nr. 5, 2004
- Concert für Violine und Orchester, 2005
- Suita für Violine und Klavier, 2005

| Personendaten    | Personendaten                  |
| ---------------- | ------------------------------ |
| NAME             | Cibișescu-Duran, Iulia         |
| ALTERNATIVNAMEN  | Cibișescu-Duran, Iulia Narcisa |
| KURZBESCHREIBUNG | rumänische Komponistin         |
| GEBURTSDATUM     | 2. Mai 1966                    |
| GEBURTSORT       | Deva                           |